# Pheres (Sohn des Kretheus)
Pheres (altgriechisch Φέρης Phérēs) war in der griechischen Mythologie einer der Söhne der Tyro mit König Kretheus von Iolkos. Seine Brüder waren Aison und Amythaon.
Nach dem Tod des Kretheus versuchte sein Halbbruder Pelias, Sohn der Tyro mit Poseidon, die Herrschaft über ganz Thessalien an sich zu reißen, lockte den rechtmäßigen Nachfolger Aison in eine Höhle unterhalb von Iolkos und verbannte Pheres wie auch den eigenen Zwillingsbruder Neleus nach Messenien, wo sich beide in Pylos (s. auch Palast des Nestor) bei dem Cousin ihrer Mutter, König Aphareus, niederließen. Später gründete Pheres die nach ihm benannte Stadt Pherai in Thessalien und herrschte als deren König.
Mit seiner Frau Periklymene hatte Pheres folgende Kinder:
- Admetos, der später um Alkestis, die Tochter des Pelias, werben sollte
- Lykurgos, König von Nemea[1]
- Eidomene, Frau des Amythaon[1]
- Periopis, von Menoitios Mutter des Patroklos[1]
- Eriopis, Frau des Oileus[1]
- Antigone[1]
- Antianeira, Frau des Abas und von Apollon Mutter des Idmon[2]